# Swan Rebbadj

a Compétitions nationales et continentales officielles uniquement.

b Matchs officiels uniquement.
Dernière mise à jour le 27 mars 2021.
Swan Rebbadj, né le 15 janvier 1995, est un joueur international français de rugby à XV, qui évolue au poste de deuxième ligne au sein de l'effectif du RC Toulon.
Son frère cadet Rayan Rebbadj est également un joueur du RC Toulon et est international français de rugby à sept.

## Biographie
Swan Rebbadj naît dans une famille d'origine algérienne. À la fin des années 1980, ses oncles Rabah et Salek, ont porté les couleurs du RC Toulon.
Arrivé au RC Toulon en 2012 en provenance du RC Martigues Port-de-Bouc, il signe son premier contrat professionnel avec le club toulonnais le 28 septembre 2017.
En novembre 2017, il est sélectionné avec les Barbarians français pour affronter les Māori All Blacks au stade Chaban-Delmas de Bordeaux. Il est associé à Alexandre Flanquart en deuxième ligne. Les Baa-Baas parviennent à s'imposer 19 à 15.
En juin 2018, il est de nouveau appelé pour jouer avec les Barbarians français qui affrontent les Crusaders puis les Highlanders en Nouvelle-Zélande. Il est remplaçant lors du premier test puis titularisé lors du second, les Baa-baas s'inclinent 42 à 26 à Christchurch puis 29 à 10 à Invercargill. En novembre 2018, il est titularisé pour affronter les Tonga au Stade Chaban-Delmas de Bordeaux. Les Baa-Baas s'inclinent 38 à 49 face aux tongiens.
En novembre 2020, il est retenu dans le groupe de 31 joueurs de l'équipe de France de rugby à XV par Fabien Galthié pour préparer le match de Coupe d'automne des nations contre l'Italie. Ce groupe est marqué par l'absence des habituels titulaires limités à 3 matches en automne 2020.
Swan Rebbadj est à nouveau sélectionné par Fabien Galthié pour le Tournoi des Six Nations 2021. Il entre en jeu à la 22e minute du match contre le pays de Galles en remplacement de Romain Taofifénua, sorti sur blessure. Il est ensuite titulaire contre l'Écosse en remplacement de Paul Willemse, suspendu, et marque notamment son premier essai avec le XV de France.

## Statistiques
| Numéro | Date         | Lieu                   | Adversaire | Compétition             | Résultat | Score |
| ------ | ------------ | ---------------------- | ---------- | ----------------------- | -------- | ----- |
| 1      | 26 mars 2021 | Stade de France, Paris | Écosse     | Tournoi des Six Nations | Défaite  | 23-27 |

## Palmarès

### En club
- Challenge européen :
  - Finaliste (1) : 2020 et 2022

### En équipe nationale
| Édition          | Rang | Résultats France | Résultats Rebbadj | Matchs Rebbadj |
| ---------------- | ---- | ---------------- | ----------------- | -------------- |
| Six Nations 2021 | 2    | 3 v, 0 n, 2 d    | 1 v, 0 n, 1 d     | 2/5            |